# Tachina polychaeta
Tachina polychaeta är en tvåvingeart som beskrevs av Egger 1861. Tachina polychaeta ingår i släktet Tachina och familjen parasitflugor.
Artens utbredningsområde är Österrike. Inga underarter finns listade i Catalogue of Life.